# 第二代爾曼

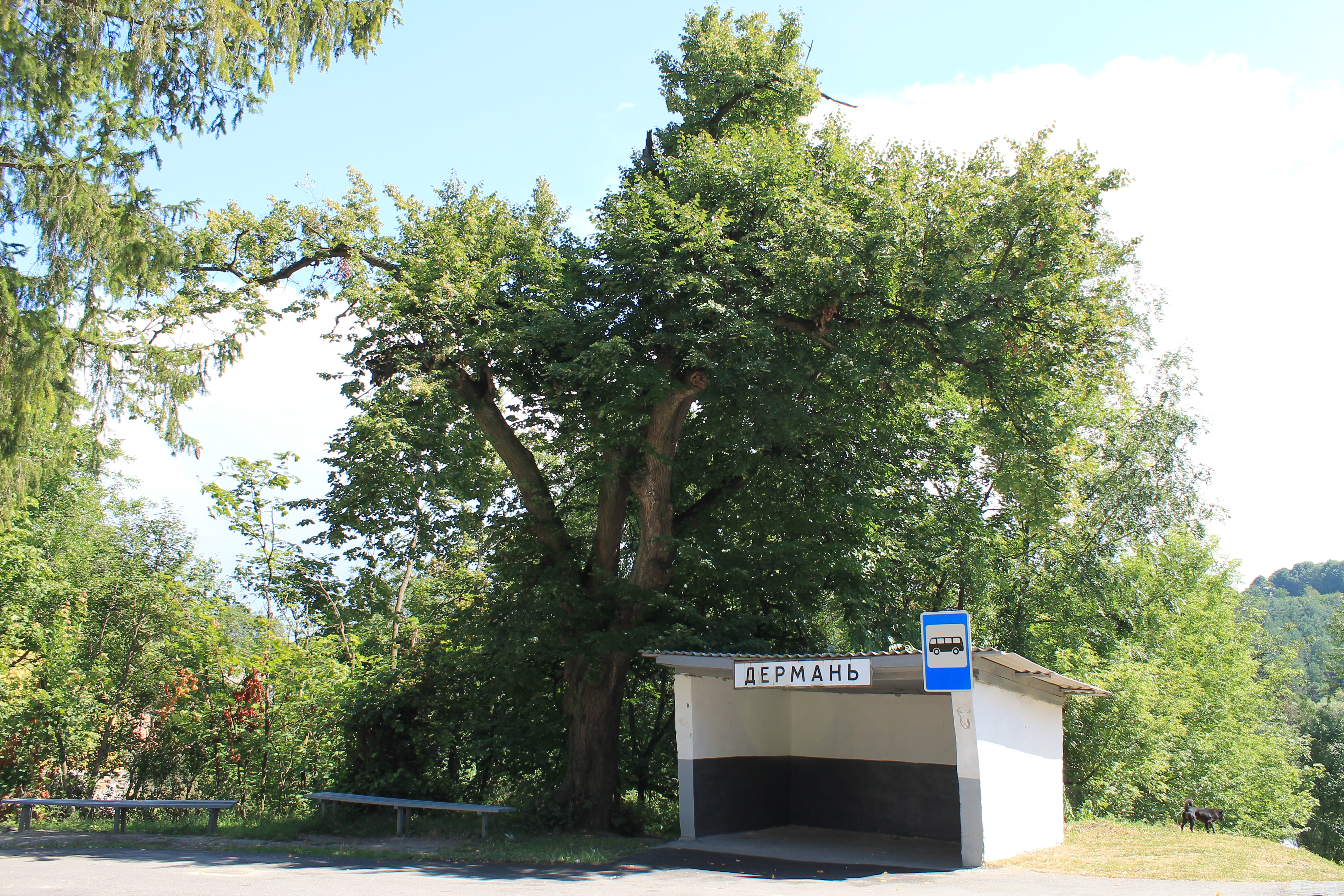
公交车站

第二代爾曼（烏克蘭語：Дермань Друга），是烏克蘭西北部里夫内州里夫内区米佐奇市镇内的村落。始建於1497年，面積24.9平方公里，海拔高度282米，2022年人口910，人口密度每平方公里44.5人。